# Егоровка (Смоленская область)
Егоровка — деревня в Ершичском районе Смоленской области России. Входит в состав Егоровского сельского поселения. 
Расположена в южной части области в 4 км к юго-востоку от Ершичей, в 23 км юго-западнее автодороги А141 Орёл — Витебск, на берегу реки Боровичка. В 23 км северо-западнее деревни расположена железнодорожная станция Самолюбовка на линии Рославль — Кричев. 

## История
В годы Великой Отечественной войны деревня была оккупирована гитлеровскими войсками в августе 1941 года, освобождена в сентябре 1943 года.